# Club Porvenir Guaireño
El Club Porvenir Guaireño es un club social del Paraguay con más de 100 años de antigüedad. Cuenta con una Sede Social y otra Sede Campestre, una importante lista de fundadores e ilustres visitantes que pasaron por la institución.

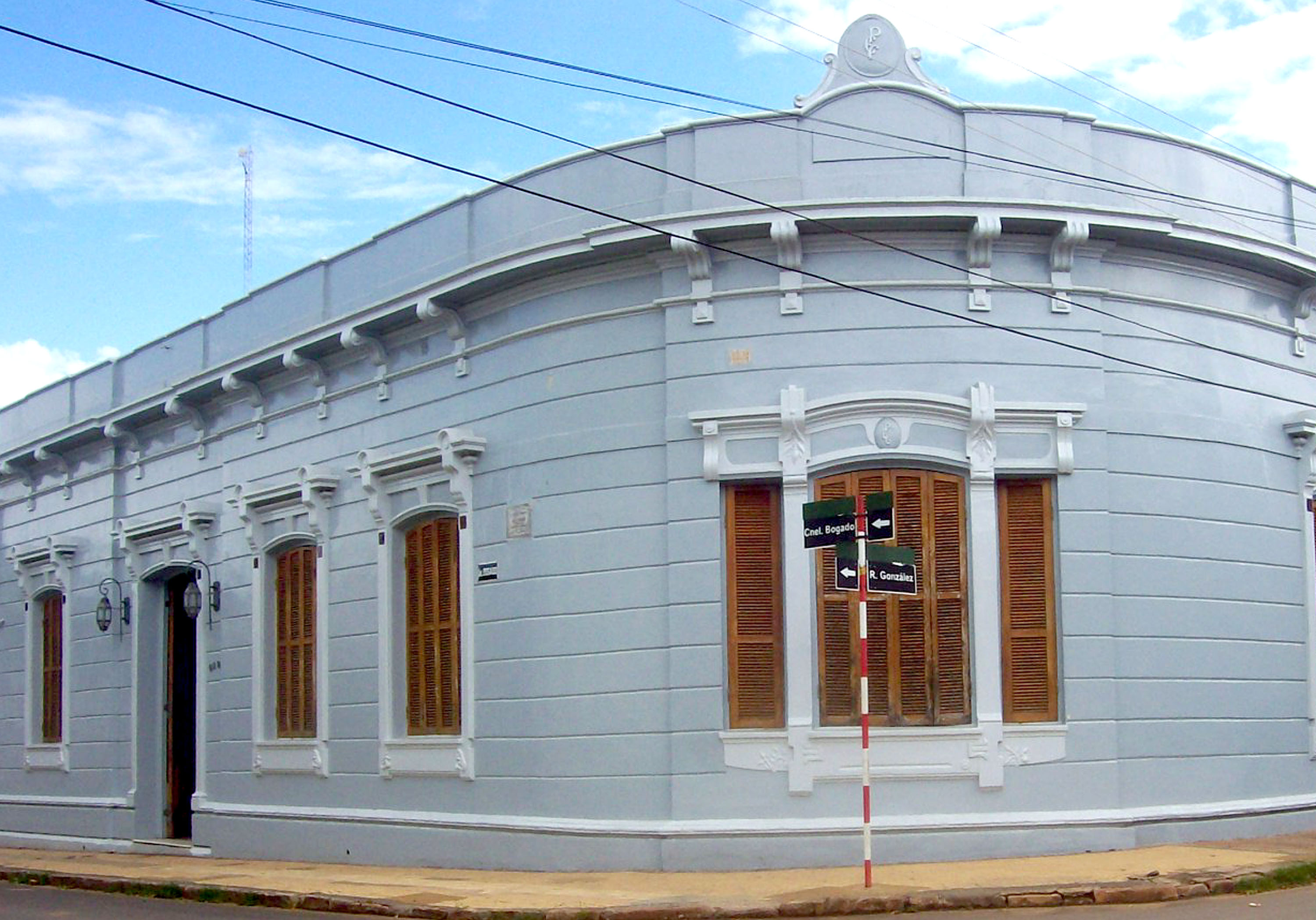
Fachada del club.

## Historia
El Club “El Porvenir Guaireño” nació el 25 de diciembre de 1888. La sede social está situada en la ciudad de Villarrica departamento del Guairá sobre las calles Cnel. Félix Bogado 918 esquina San Roque González. El predio fue adquirido por medio de compra en el año 1915 de la familia Gorostiaga. La construcción de la Sede se inició en el año 1917, durante la presidencia del señor José B. Scarone y culminó en el año 1919. De los planos y la construcción del local se encargó el ingeniero Luis Zin y el señor Pedro Guggiari estuvo a cargo de la Comisión de Obras y Finanzas.
La institución cuenta con un Estatuto Social con 61 artículos, que fueron modificados en la Asamblea General del 28 de noviembre de 1915, mientras que el Reglamento interno se creó en el año 1915.

## Durante la Guerra del Chaco
Durante la guerra del Chaco (1932-1935), las instalaciones del club fueron utilizadas como hospital militar de sangre. En ella se atendieron a heridos y convalecientes oriundos del Guairá que combatieron en esa sangrienta guerra.
El club recibió la visita de ilustres personalidades del Paraguay, presidentes de la época como Eusebio Ayala, José Félix Estigarribia, Félix Paiva y Juan B. Egusquiza, además de autoridades internacionales como el político y militar argentino Juan Domingo Perón.

## Fundadores
En la lista de fundadores del club aparecen Fernando Kohler, José Guggiari, Presbítero Miguel Maldonado, Marcelino Arias, Francisco Ortiz, Alejandro Bordón, Daniel Codas, Manuel V. Torales, Juan E. Spezzini, Francisco Martínez, Florencio López, Rómulo Decamilli, Antonio Papaluca, Patricio Echauri, Cosme Codas, Cipriano Gorostiaga, Antonio Pettirossi, Evaristo Fernández, Marcelino Rodas, Agustín Guggiari, Eulogio Domínguez, Eustaquio R. de Aranda, Federico Codas, Vicente Ortiz, Segundo Bordón y Buenaventura Cabral.
Con el correr de los años el club se constituyó en una entidad social de capacidad y prestigio. La elegancia de sus amplios salones fueron, y siguen siendo, sitial de los acontecimientos sociales, culturales y artísticos más importantes que se realizan en la comunidad guaireña. En estos salones también se llevan a cabo las reuniones en la que los educadores Ramón I. Cardozo y Delfín Chamorro plantearon los problemas y necesidades de la educación popular de esa época.
Sede Campestre
La Sede Campestre está situada en Mbocayaty, departamento del Guairá, Ruta VIII, km 163. Cuenta con amplios jardines verdes, parque infantil, piscinas, cancha de tenis, etc.

## Comisión Directiva
-Presidente: Guido Girala Velázquez.
-Vicepresidente: Rubén Fanego Mussi.
-Secretario de Relaciones: Marcos Ayala Talavera.
-Secretario de Actas: Rodrigo Rodríguez Marecos.
-Tesorero: Luis Zarza Benítez.
-Protesorero: José Bogado Fernández.
-Vocales: Juan Alberto Filippi Fernández.
-Suplentes: Daniel Díez Barrios, Pedro Pablo Meaurio Melgarejo
-Síndico Titular: Ramón Mieres.
-Síndico Suplente: Hernán Díaz Godoy.

## Lista de expresidentes
-1.er, presidente: Fernando Cöhler (1888 - 1889 - 1891 - 1894)
-Pbro. Miguel Maldonado (1890 - 1892 - 1893 - 1895)
-Cosme Codas (1890 - 1892 - 1895 - 1896)
-Esteban Gorostiaga (1893)
-Daniel González (1894)
-José Guaggiari (1897)
-Inactividad (1898)
-Patricio Echauri (1899 - 1904)
-Atanasio Riera (1899 - 1900 - 1901 - 1903 - 1904 - 1907)
-Manuel A. Gorostiaga (1902)
-Emilio Mastrazzi (1902)
-Prof. Delfín Chamorro (1903)
-Guillermo Harrison (1905 - 1906 - 1908 - 1911 - 1912)
-Tomás D. Peña (1909 - 1910)
-Claudio Gorostiaga (1913)
-José B. Scarone (1914 - 1915 - 1916 - 1917 - 1926 - 1927 - 1930 - 1934 - 1935)
-Farm. Luis Counchonnal (1918 - 1922 - 1923 - 1924 - 1925 - 1942 - 1943)
-Alejandro Marín (1919 - 1920)
-Francisco Solano González (1921 - 1929)
-Dr. Enrique Domínguez (1928)
-Dr. Pedro M. Martínez (1931 - 1941)
-Acefalia - Guerra del Chaco (1932 - 1933)
-Farm. Silvio Codas (1936)
-Luis A. Jara Casco (1937)
-Adalberto Friedmann (1938 - 1939)
-Presidencia Cincuentenaria. Dr. Vicente Chase Sosa (1940)
-Silvio A. Alfaro (1944 - 1945 - 1946)
-Eugenio Friedmann (1947)
-Juan B. Cresta C. (1948)
-Ing. Víctor Amadeo (1949)
-Evaristo Fernández Decamilli (1950, 1951, 1955, 1956, 1964, 1965)
-Dr. Luis Couchonnal (1952, 1962, 1963, 1970, 1979, 1980) Presidencia 75 aniversario.
-Cristan Sohlberg (1954)
-Jorge Sisul (1953 - 1984 - 1985)
-Quím. Farm. Luis F. Bertolo (1957 - 1958 - 1971 - 1972)
-Dr. Antonio Heriberto Arbo G. (1959, 1960, 1961, 1967, 1968, 1969, 1986, 1987, 1988, 1989) Centenario
-Dr. Rodolfo Herrero (1966)
-Dr. Rubén A. Mussi Resk (1973 - 1974 - 1975)
-Aldo Juan Cresta (1981 - 1982 - 1983)
-Hugo Girala Acosta (1976 - 1977 - 1978)
-Gustavo Adolfo Bogado Bertolo (1990 - 1991)
-Walter Emilio Furler Garcete (1992 - 1993)
-Modesto Clemente Bogado Fernández (1994 - 1995)
-Abog. Miled Gustavo Girala Velázquez (1996)
-Dr. Justo Adolfo González Andino (1997 - 1998)
-Arq. Jorge Giret Figueredo (1999)
-Oscar Luis Zaputovich Girala (2000)
-Abog. Luis Manuel Benítez Bogado (2001)
-Dr. Emilio Furler Fernánez (2002)
-Hugo Guillermo Girala Velázquez (2003 - 2004) - Guido Gírala Velázquez 

## Debut
Desde hace varios años, tradicionalmente, numerosas jovencitas, hijas de miembros del Club, hacen su debut en sociedad en los elegantes salones de la institución. La ceremonia se celebra cada año, la institución se viste de gala, con la mejor música y finos arreglos para esa fecha tan especial. Los medios de comunicación, revistas y periódicos, hacen eco de aquella noche inolvidable a través de fotografías que capturaron cada uno de los momentos vividos por las debutantes y sus familiares.

## Carnaval
El carnaval guaireño es el evento más importante de la temporada veraniega del Guairá, en donde varios clubes del departamento se lucen demostrando su creatividad y la alegría que caracteriza a la comunidad guaireña. El club “El porvenir guaireño” participa también de esta colorida fiesta, presentando cada año importantes carrozas, coreografías, lujosos atuendos, bellos espaldares, su reina, princesas y el infaltable y popular rey momo.
- Datos: Q5136345